# Jhen
Jhen ist ein von Texter Jacques Martin und von Zeichner Jean Pleyers geschaffener frankobelgischer Comic.

## Handlung
In einer Zeit, als englische Heere auf französischem Boden gegen Frankreich kämpfen, reist Jhen Roque mit seinem Gehilfen Parfait Létoile durchs Land. Als Baumeister nimmt er Aufträge von Edelleuten entgegen und gerät in geheimnisvolle Machenschaften. Seine Wege kreuzen sich mehrmals mit denen des berüchtigten Gilles de Rais.

## Hintergrund
Jacques Martin schrieb die im Mittelalter angesiedelte Abenteuerreihe. Für die Zeichnungen war Jean Pleyers verantwortlich. Nach einer mehrjährigen Unterbrechung übernahm Hugues Payen die Aufgabe als Texter. Der neue Zeichner Thierry Cayman wechselte mit dem bisherigen Zeichner ab. Casterman gab die Alben heraus. Im deutschen Sprachraum gab Feest zwischen 1987 und 1989 die ersten fünf Geschichten heraus. Seit November 2020 publiziert der Verlag Kult Comics eine deutsche Gesamtausgabe der Serie.

## Alben
- 01. Tödliches Gold (1984)
- 02. Johanna von Frankreich (1985)
- 03. Die Halsabschneider (1984)
- 04. Blaubart (1984)
- 05. Das Münster (1985)
- 06. Die Lilie und der Unhold (1986)
- 07. Der Alchemist (1989)
- 08. Das Geheimnis der Tempelritter (1990)
- 09. Der Erzengel (2000)
- 10. Die Hexen (2008)
- 11. Die Serenissima (2009)
- 12. Der Großherzog des Westens (2011)
- 13. Der Schatten der Katharer (2012)
- 14. Draculea (2013)
- 15. Das eiserne Tor (2015)
- 16. Die Pest (2017)
- 17. Der Prozess gegen Gilles de Rais (2019)
- 18. Der Eroberer (2020)
- 19. Jeanne des Armoises (2022)